# Vismen, Värmland
Vismen är en sjö i Degerfors kommun och Kristinehamns kommun i Värmland och ingår i Göta älvs huvudavrinningsområde. Sjön är 26 meter djup, har en yta på 5,76 kvadratkilometer och befinner sig 117 meter över havet. Sjön avvattnas av vattendraget Visman.
Brukssamhället Björneborg ligger vid Vismen. En kommunal badplats - Gräsviksbadet - finns i Björneborg.

## Delavrinningsområde
Vismen ingår i delavrinningsområde (657449-141322) som SMHI kallar för Utloppet av Vismen. Medelhöjden är 143 meter över havet och ytan är 39,21 kvadratkilometer. Det finns ett avrinningsområde uppströms, och räknas det in blir den ackumulerade arean 54,71 kvadratkilometer. Visman som avvattnar avrinningsområdet har biflödesordning 3, vilket innebär att vattnet flödar genom totalt 3 vattendrag innan det når havet efter 257 kilometer. Avrinningsområdet består mestadels av skog (73 procent). Avrinningsområdet har 5,75 kvadratkilometer vattenytor vilket ger det en sjöprocent på 14,6 procent. Bebyggelsen i området täcker en yta av 0,56 kvadratkilometer eller 1 procent av avrinningsområdet.